# Шиме Вулас
Шиме Вулас (Дрвеник Вели, 17. март 1932) хрватски је вајар.

## Биографија
Завршио је Школу примењених уметности у Сплиту 1953. и Академију у Загребу 1958. године. Био је сарадник Мајсторске радионице Вање Радауша од 1958. до 1962. године. Од 1960. ради искључиво у дрву.
Самостално је излагао у Загребу 1965, Новом Саду 1966, Београду 1967, Љубљани 1967, Сплиту 1968, Дубровнику, Осијеку и осталим градовима. Учествовао је и на бројним скупним изложбама у Југославији и иностранству и то у Бијеналу младих у Ријеци, Бијеналу младих у Паризу, Салону младе скулптуре у Паризу, Тријеналу у Београду, Медитеранском бијеналу у Александрији, Изложби савремене скулптуре у Прагу и Брну, Лондону и остало.
За свој рад примио је већи број награда и признања, од којих су неке награда града Загреба, награда јесењег салона Бања Лука, награда загребачког салона за скулптуру, награда СЛУЈ-а, као и низ награда за споменичка решења. На годишњој додели награде „Владимир Назор“ 2010. године, био је добитник награде за животно дело у категорији ликовних и примењених уметности.

## Стваралаштво
Вуласове скулптуре конципиране су као компактне скулптуре саздане на контрапунктској напетости између низова самосталних пластичких елемената. Одликују се снажном личном обојеношћу и оригиналним схватањем савременог пластичког сензибилитета.
Рана дела у којима је тежиште на лирској транспозицији теме компонована су као једре вертикале (Једра, Свеће), артикулисане фином аритмијом пластичних сегмената. У каснијим радовима, грађеним у јасним и прегледним склоповима (Оргуље, Градови, Портали), ауторово је хтење усмрено према богатијој пластичној разведености и експресивном структурисању волумена.
Аутор је споменика Подхумским жртвама на Гробничком пољу, подигнутог 1970. године у спомен на 12. јул 1942. године и страдање села Подхум на Гробнишћини када су фашисти убили 91 недужног цивила, а место до темеља спалили.